# Bernhard Goesch
Bernhard Friedrich Wilhelm Heinrich Karl Goesch (* 10. Mai 1880 in Penzlin; † 5. April 1934 in Bad Doberan) war ein deutscher evangelisch-lutherischer Geistlicher und Autor.

## Leben
Bernhard Goesch war ein Sohn des Kaufmanns Wilhelm Goesch. Die letzten Jahre seiner Schulausbildung erfolgten in Doberan. Hier legte er Friderico Francisceum zu Ostern 1899 das Abitur ab. Anschließend, ab dem Sommersemester 1899 studierte Evangelische Theologie an den Universitäten Rostock, Tübingen und wieder Rostock. Seit 1899 gehörte er dem Akademischen Gesangverein Redaria Rostock (seit 1920 Rostocker Burschenschaft Redaria) an. Nach seinem Ersten Theologischen Examen war er zunächst Hauslehrer in Teschow, heute Ortsteil von Teterow. Ab Ostern 1904 besuchte er das Predigerseminar in Schwerin. Ab Ostern 1905 war er Lehrer an der Stadtschule in Plau und ab Februar 1906 Rektor in Kröpelin.
Im Dezember 1907 erhielt er seine erste Pfarrstelle als zweiter Pastor an der Pfarrkirche Güstrow. Hier entwickelte er eine umfangreiche öffentliche Wirksamkeit. 1921 war er Mitglied der verfassunggebenden Landessynode der Evangelisch-Lutherischen Landeskirche Mecklenburgs. Im November 1921 kam er als zweiter Domprediger an den Schweriner Dom. Nach der Wahl des ersten Landesbischofs Heinrich Behm und nach dem davon ausgelösten Rücktritt von Ernst Haack wurde er zusammen mit Julius Sieden als dessen Nachfolger zum Mitglied des Schweriner Oberkirchenrats berufen. Er lehrte Liturgik, Homiletik und
Katechetik am Schweriner Predigerseminar Schwerin, hielt Lehrveranstaltungen zur Praktischen Theologie an der Universität Rostock, insbesondere im Wintersemester 1928/29 in Vertretung des erkrankten Lehrstuhlinhabers Renatus Hupfeld, und war ab 1931 Mitglied der Prüfungskommission der Landeskirche. Am Schweriner Realgymnasium unterrichtete er Religion; Ludwig Bölkow erinnerte sich später an seine freien Auffassungen. Er vertrat die Landeskirche bei der Ausarbeitung des 1930 eingeführten Einheitsgesangbuches der Evangelisch-lutherischen Landeskirchen Schleswig-Holstein-Lauenburg, Hamburg, Mecklenburg-Schwerin, Lübeck, Mecklenburg-Strelitz, Eutin und Lübeck und war beteiligt an der Ausarbeitung des mecklenburgischen Kirchenbuches mit einer neuen Gottesdienstordnung sowie der Zusammenstellung der Lebensordnung. 
1933/34 wurde der Schweriner Oberkirchenrat im Verlauf der Machtübernahme der nationalsozialistischen Deutschen Christen nahezu komplett ausgetauscht. Goesch wurde zum 1. Februar 1934 durch den Landeskirchenführer Walther Schultz von seinem Amt beurlaubt; zum 1. April 1934 erhielt er die Berufung zum Landessuperintendenten des Kirchenkreises Güstrow.
Da er aber nicht gewillt war, den zwangsweise in den Ruhestand versetzten Güstrower Landessuperintendenten Walter Kittel aus seinem Amt zu verdrängen, nahm Goesch seinen Wohnsitz vorläufig in Bad Doberan. Er starb jedoch schon 5 Tage später am 5. April 1934 in Bad Doberan an einem Herzschlag infolge der mancherlei Aufregungen.

## Ehrungen
- 1926 Ehrendoktor der Theologischen Fakultät der Universität Rostock

## Werke
- Das große Sterben. Kriegspredigt gehalten am Mittwoch, 28. Oktober 1914 in der Pfarrkirche zu Güstrow. Güstrow: Opitz 1914

Digitalisat, Staatsbibliothek Berlin
- Dennoch Weihnacht! Kriegspredigt gehalten am 1. heiligen Weihnachtstage in der Pfarrkirche zu Güstrow. Güstrow: Opitz 1914

Digitalisat, Staatsbibliothek Berlin
- Kriegspredigten und Betstunden. Schwerin: Bahn

- Erste Reihe: Gott geht durch’s Land! 1915
- Zweite Reihe: Königsspuren Christi im Kriege. 1916
- Dritte Reihe: Waffen des Lichts. 1916
- Vierte Reihe In Gottes Schmiede 1917

- Trauerreden gehalten im Dom zu Schwerin am 21. April 1927 bei der Beerdigung von Paul Bard. 1927
- (Hrsg.) Im Dienste des Heiligen. Sammlung geistlicher Amtsreden. 7 Bände 1929/30:

- Taufreden
- Grabreden
- Konfirmationsreden
- Abendmahlsreden
- Liturgische Ansprachen
- Festbetrachtungen
- Gelegenheitsreden